# 源氏山祐蔵
源氏山 祐蔵（げんじやま ゆうぞう、1914年1月18日 - 没年不明）は、鹿児島県姶良郡隼人町（現在の霧島市）出身で井筒部屋（入門時は浅香山部屋）に所属した大相撲力士。本名は松山 祐三（旧姓：仮屋）。身長185cm、体重105kg。最高位は西前頭15枚目（1938年5月場所）。

## 来歴
同郷の横綱西ノ海嘉治郎の経営する浅香山部屋に入門、1929年5月場所に初土俵を踏んだ。体格もよく、最初から師匠の若いころの名乗りの源氏山を名乗った。しかし、幕下にいた1933年7月、師匠が亡くなったので、本家の井筒部屋に移籍した。1935年1月場所に新十両を果たした。入門が若かったので、まだ20歳であった。
十両が長く、1938年5月に入幕を果たしたが、1勝12敗と大負けしてすぐに陥落、結局この場所の西前頭15枚目が最高位となった。その後、1940年1月場所に再入幕したが、ここでも5勝10敗と負け越して十両に陥落、1941年1月、全休して引退した。
引退後は年寄浅香山を襲名したが、1942年5月場所限りで廃業した。その後は一時期満洲に渡っていた。

## 主な成績
- 幕内在位 2場所
- 幕内成績 6勝22敗

### 幕内対戦成績
| 力士名 | 勝数 | 負数 | 力士名         | 勝数 | 負数 | 力士名 | 勝数 | 負数 | 力士名 | 勝数 | 負数 |
| ------ | ---- | ---- | -------------- | ---- | ---- | ------ | ---- | ---- | ------ | ---- | ---- |
| 青葉山 | 0    | 1    | 安藝ノ海       | 0    | 1    | 綾若   | 1    | 1    | 一渡   | 0    | 1    |
| 鹿嶋洋 | 0    | 1    | 駒ノ里         | 1    | 1    | 櫻錦   | 0    | 1    | 神東山 | 0    | 1    |
| 大邱山 | 1    | 0    | 出羽ノ花       | 1(1) | 0    | 出羽湊 | 0    | 1    | 土州山 | 0    | 1    |
| 肥州山 | 1    | 0    | 藤ノ里         | 0    | 1    | 防長山 | 0    | 1    | 倭岩   | 1    | 0    |
| 大和錦 | 0    | 2    | 龍王山(竜王山) | 0    | 2    |        |      |      |        |      |      |

## 四股名変遷
- 源氏山 祐藏（げんじやま ゆうぞう）1929年5月場所 - 1939年5月場所
- 源氏山 力三郎（- りきさぶろう）1940年1月場所 - 1941年1月場所

## 注
1. ↑  ただし、1986年1月刊行の小池謙二著『全幕内力士個人別大相撲星取大鑑昭和編第2巻』によれば、「東京に健在」とある